# 濱野健
濱野 健（はまの たけし、1947年8月27日 - ）は、日本の政治家。元東京都品川区長（4期）。

## 略歴・人物
神奈川県茅ヶ崎市出身。生家は骨董屋。1973年、早稲田大学第一政治経済学部卒業。同年、品川区役所入所。総務部職員課長、監査委員事務局長、企画部長を経て、2000年に品川区助役に就任。
2006年8月21日、品川区長の高橋久二が在任中に死去。高橋の死去に伴い10月8日に実施された品川区長選に自民党・民主党・公明党・社民党の推薦を受けて立候補。元都議の内藤尚、元区議の桜井恵子ら4候補を破り初当選を果たした。
2010年、日本共産党推薦の候補者を破り再選。2014年、共産党推薦の候補者を破り3選。投票率は過去最低の23.22%。
高橋区政を引き継ぎ、区内の小・中学校の一貫校化に尽力した。

### 2018年品川区長選挙
2018年2月21日、任期満了に伴う区長選に4選を目指して立候補する意向を表明した。その後、元安倍晋太郎秘書・元自民党都議の佐藤裕彦と西本貴子区議が立候補の意向を表明。佐藤は立憲民主党・日本共産党・自由党・都民ファーストの会の推薦を取り付け、羽田空港の新ルート案撤回を公約とし、西本も羽田空港新ルート反対の姿勢を明確に押し出した。
同年9月30日執行の区長選は、現区政の批判票が佐藤と西本に割れたことにより（両名を合わせた得票率は51.87％）、自民党・公明党の推薦を得た濱野が4選を果たした。
※当日有権者数：322,699人 最終投票率：32.71%（前回比：＋9.49pts）
| 候補者名 | 年齢 | 所属党派 | 新旧別 | 得票数   | 得票率 | 推薦・支持                                                 |
| -------- | ---- | -------- | ------ | -------- | ------ | ---------------------------------------------------------- |
| 濱野健   | 71   | 無所属   | 現     | 49,965票 | 48.13% | （推薦）自由民主党・公明党                                 |
| 佐藤裕彦 | 60   | 無所属   | 新     | 37,607票 | 36.23% | （推薦）立憲民主党・日本共産党・自由党・都民ファーストの会 |
| 西本貴子 | 57   | 無所属   | 新     | 16,240票 | 15.64% |                                                            |

2022年6月23日、次期区長選は出馬せず今期限りで勇退することを表明し、10月7日に任期満了で退任した。
2023年11月3日、秋の叙勲で旭日小綬章を受章。